# Luis de Miranda
Luis de Miranda é um filósofo e romancista. Seus livros anteriores, escritos em francês, foram traduzidos para o inglês, sueco, entre outros idiomas. Doutor pela Universidade de Edimburgo, formou-se anteriormente em filosofia na Universidade Paris 1 Panthéon-Sorbonne e em economia na HEC Paris. Desde 2018, Luis de Miranda é um praticante filosófico e membro da Sociedade Sueca de Prática Filosófica, e um pesquisador acadêmico na Suécia.
Entre 2005-2012 reuniu seus projetos literários e filosóficos sob o nome de "crealismo". Arsenal du Midi, seu laboratório virtual de escrita de 2004 a 2007, usou uma das duas assinaturas anagramáticas "Arsenal du Midi" e "Animal du Désir" para explorar a tripla dimensão da criação: natural, egoísta e idealista. Seus ensaios filosóficos desenvolvem um interesse específico por questões sociais, métodos históricos, dispositivos tecnológicos e o conceito cosmológico de criação contínua via filosofia do processo (Deleuze, Bergson, Heráclito, Alfred North Whitehead, Hegel). Ele escreveu uma história cultural e filosófica de sinais de néon publicada pela MIT Press (Being & Neonness), uma história filosófica de dispositivos digitais e autômatos (L'art d'être libres au temps des automates), apresentado pela revista francesa Sciences Humaines como "uma nova utopia", "ao mesmo tempo filosófica, literária, artística e científica", uma análise do conceito lacaniano de gozo em sua relação com o capitalismo, e um estudo sobre Deleuze que foi traduzido e publicado pela Edinburgh University Press (Deleuze Studies). Em todos eles desenvolveu seu conceito de "creal" ou "real criativo".

## Oeuvre
Recebeu o título de Doutor em Filosofia (PhD) pela Universidade de Edimburgo em 2017 e logo depois lançou o livro Ensemblance, baseado em seu trabalho de doutorado e publicado pela Edinburgh University Press. Enquanto pesquisava e ensinava na Universidade de Edimburgo, ele fundou o CRAG (Creation of Reality Group) e o Cluster de Antrobótica.
De setembro de 2014 a março de 2017 Luis de Miranda realizou sua pesquisa de doutorado sobre o conceito de esprit de corps na Universidade de Edimburgo. Ele explorou as ideias de existência coletiva e a mente de colmeia a partir de uma perspectiva de análise de discurso e história conceitual: "Além do bem-estar, 'bem-pertencimento' é uma aspiração humana fundamental. Mas também a autonomia individual." Sua pesquisa é multidisciplinar, focada em questões diversas como What is Life?, filosofia de processo , criação social, análise do discurso, história cultural e conceitual e filosofia francesa, história intelectual, com, em suas publicações até 2020, destaque para Deleuze (e Guattari), Lacan, Bergson, Foucault. O conceito central de 'Creal' de Miranda explora uma forma de criatividade pós ou pré-antropocêntrica e noções como agência (coletiva), autonomia, subjetividade, criação social, empirismo, biotecnologias, filosofia como cuidado e esprit de corps.
Junto com o Creation of Reality Group, foi o fundador do Cluster de Antrobótica, "uma plataforma de pesquisa interdisciplinar" trabalhando na relação entre humanos, robôs e inteligência artificial: "a automação parcial faz parte da a definição do que os humanos sempre foram", "uma unidade híbrida feita de carne e protocolos, criação e criatura".
Desde 2019, Luis de Miranda trabalha tanto empírica quanto teoricamente no conceito de “saúde filosófica". Em uma palestra na sede da UNESCO, Miranda diz: "“A saúde filosófica será no século XXI o que a saúde física e psicológica foram no século XX. No início do século, é um luxo para os poucos felizes. Até o final do século, é uma necessidade para todos."

### Livros
- Luis de Miranda, "Joie", Éditions Le Temps Des Cerises, Paris, November 1997 (ISBN 2-84109-105-8)
- Luis de Miranda, "La mémoire de Ruben", Éditions Gamma Press, Nivelles, September 1998 (ISBN 2-930198-06-0)
- Luis de Miranda, "Le spray", Éditions Calmann-Lévy, Paris, February 23, 2000, 192 p. (ISBN 2-7021-3084-4)
- Luis de Miranda, "À vide", Éditions Denoël, Paris, September 2001, 246 p. (ISBN 2-207-25251-5)
- Luis de Miranda, "Moment magnétique de l'aimant", Éditions La Chasse au Snark, Paris, August 28, 2002, 160 p. (ISBN 2-914015-24-0) Moment magnétique
- Hélène Delmotte & Luis de Miranda, "Expulsion", Max Milo Éditions, coll. « Condition humaine », Paris, January 1, 2005, 123 p. (ISBN 2-914388-56-X)
- Luis de Miranda, "Paridaiza", Éditions Plon, Paris, August 21, 2008, 200 p. (ISBN 2-259-20821-5)
- Luis de Miranda, "Qui a tué le poète?", Max Milo Éditions, coll. « Condition humaine », Paris, January 1, 2011, 156 p. (ISBN 978-2-315-00147-7)
- Luis de Miranda, "Who Killed The Poet?", Snuggly Books, Sacramento, CA, October 2, 2017, 130 p. (ISBN 978-1-943-81342-1)
- Luis de Miranda, "Paridaiza", Snuggly Books, Sacramento, CA, November 3, 2020, 204 p. (ISBN 978-1-64525-046-3)

### Ensaios filosóficos
- Luis de Miranda, "Being & Neonness", MIT Press, Cambridge, MA, April 18, 2019, 130 p. (ISBN 978-0262039888)
- Luis de Miranda, "Ensemblance", Edinburgh University Press, Edinburgh, February 25, 2019, 300 p. (ISBN 978-1-4744-5419-3)
- Luis de Miranda, "Ego Trip" : La Société des artistes sans oeuvres, Éditions Max Milo, coll. « Mad », Paris, April 1, 2003, 125 p. (ISBN 2-914388-35-7)
- Luis de Miranda, "Peut-on jouir du capitalisme ?", Éditions Punctum, Paris, March 5, 2008, 125 p. (ISBN 2-35116-029-0)
- Luis de Miranda, "Une vie nouvelle est-elle possible ?", Éditions Nous, Paris, February 2009 (ISBN 978-2-913549-30-2)
- Luis de Miranda, "L'Art d'être libres au temps des automates", Éditions Max Milo, Paris, January 2010, 224 p. (ISBN 978-2-35341-083-5)
- Luis de Miranda, "L’être et le néon", Éditions Max Milo, Paris, January 2012, 224 p. (ISBN 978-2-315-00370-9)